# إليمر كيس
إليمر كيس هو محامي وسياسي مجري، ولد في 1944 في Somlószőlős ‏ في المجر.